# ジャン＝フィリップ・デュラン
ジャン＝フィリップ・デュラン（Jean-Philippe Durand、1960年11月11日-）は、フランス・リヨン出身の元サッカー選手、現役時のポジションはMF。

## 略歴
フランス代表としてUEFA EURO '92に出場するなど、26試合に出場した。
1992-93シーズン、チャンピオンズリーグ決勝のACミラン戦では途中出場して優勝を果たした。

## タイトル
- オリンピック・マルセイユ

リーグ・アン : 1991-92
UEFAチャンピオンズ・リーグ : 1992-93
リーグ・ドゥ : 1994-95